# Toninia sculpturata
Toninia sculpturata är en lavart som först beskrevs av Hugo Magnusson., och fick sitt nu gällande namn av Timdal. Toninia sculpturata ingår i släktet Toninia och familjen Ramalinaceae.   Inga underarter finns listade i Catalogue of Life.